# ملکه مانتیس
ملکه مانتیس (انگلیسی: Queen Mantis؛‏ کره‌ای: 사마귀: 살인자의 외출) مجموعه تلویزیونی محصول کره جنوبی در ژانر معمایی، دلهره‌آور و پلیسی به نویسندگی لی یونگ جونگ نوشته شده و به کارگردانی بیون یونگ جو است. این مجموعه اقتباسی از مجموعه فرانسوی لا مانت محصول سال ۲۰۱۷ شبکه ت‌اف۱ است. بازیگران اصلی این مجموعه گو هیون جونگ و جانگ دونگ یون هستند. این مجموعه از ۵ سپتامبر ۲۰۲۵، روزهای جمعه و شنبه ساعت ۲۱:۵۰ (کی‌اس‌تی) از اس‌بی‌اس پخش خواهد شد.

## خلاصه داستان
زنی سال‌ها پیش به عنوان قاتل زنجیره‌ای زندانی شده بود. داستان از زمانی آغاز می‌شود که فردی شروع به انجام سلسله‌ای از قتل‌ها می‌کند که با تقلید کردن از او انجام می‌شوند.

## بازیگران

### اصلی
- گو هیون جونگ در نقش جونگ یی شین[۱][۴]

زنی که به خاطر قتل‌های زنجیره‌ای زندانی شده بود.
- جانگ دونگ یون در نقش چا سو یول[۴]

یک کارآگاه. پسر جداافتادهٔ جونگ یی شین.

### مکمل
- جو سونگ ها در نقش جونگ هو[۵][۶]
- لی ال در نقش نا هی[۵][۶]
- کیم بو را در نقش لی جونگ یون[۵][۷]

## تولید

### توسعه
این مجموعهٔ هشت قسمتی به نویسندگی لی یونگ جونگ و به کارگردانی بیون یونگ جو است. توسعهٔ آن توسط استودیو اس انجام شده و تهیه‌کنندگی آن را شرکت‌های مگا مانستر و مری کریسمس برای شبکه اس‌بی‌اس بر عهده دارند.
ملکه مانتیس نخستین مجموعه تلویزیونی لی یونگ جونگ به‌شمار می‌رود. او پیش از این نویسندگی فیلم‌نامه‌های آثاری چون آنفلوانزا (۲۰۱۳) و بهار در سئول (۲۰۲۳) را در کارنامه داشته است.

### انتخاب بازیگران
در ۱۴ نوامبر ۲۰۲۳، شرکت‌های تولیدکننده اعلام کردند که نقش اصلی این مجموعه به گو هیون جونگ پیشنهاد شده است. در ۲۳ ژوئیه ۲۰۲۴، حضور گو هیون جونگ و جانگ دونگ یون در نقش‌های اصلی به‌طور رسمی تأیید شد.
جی چانگ ووک نیز پیشنهاد ایفای نقش چا سو یول را دریافت کرده بود، اما به دلیل تداخل در برنامه‌های کاری، آن را نپذیرفت.
کیم بو را پیش‌تر نقش ها سول را مجموعه تلویزیونی شبکه ام‌بی‌سی به نام بلک اوت در سال ۲۰۲۴ ایفا کرده بود؛ اثری که نخستین تجربهٔ کارگردانی تلویزیونی بیون یونگ جو به‌شمار می‌رفت.

### فیلم‌برداری
تصویربرداری اصلی این مجموعه در اوت ۲۰۲۴ آغاز شد. فیلم‌برداری از اکتبر ۲۰۲۴ تا فوریه ۲۰۲۵ ادامه داشت.

### تبلیغات
یک تیزر ویژه از این مجموعه در ۲۱ دسامبر ۲۰۲۴، در جریان مراسم جوایز درامای اس‌بی‌اس ۲۰۲۴ به نمایش درآمد.

## انتشار
این مجموعه از ۵ سپتامبر ۲۰۲۵، روزهای جمعه و شنبه ساعت ۲۱:۵۰ (کی‌اس‌تی) از شبکه اس‌بی‌اس پخش خواهد شد.